# Рудеус Ґрейрат (Реінкарнація безробітного)
Рудеус Ґрейрат (яп. ルーデウス・グレイラット, Rūdeusu Gureiratto) — головний герой аніме «Реінкарнація безробітного» (Mushoku Tensei).
До своєї реінкарнації він був 34-річним японцем, безробітним NEET'овцем з надлишковою вагою, який марнував весь свій час за переглядом аніме, читанням манґи і сидінням в Інтернеті. Став відлюдником після знущань в старшій школі. Його нинішнє тіло володіє високою схильністю до магії. Післе того як Рудеуса насмерть збиває вантажівка, він перероджується в іншому світі, зберігши пам’ять про попереднє життя. З самого дитинства почав вивчати писемність нового світу і дуже швидко оволодів магією.

## Зовнішність
Рудеус — високий чоловік хорошої тілобудови з привабливою зовнішністю. Він народився зі світло-коричневим волоссям, але після другої зустрічі з Орстедом його волосся тимчасово стало білим. Його очі також трохи не збігаються кольором, оскільки він змінив одне око на око демона. Так само, як і у Пола, його батька, у нього є родимка під лівим оком.

## Особистість
Через своє минуле життя він старається не стати високомірним. В результаті він дуже скромний, тому що не хоче повертатись до свого попереднього «я». Він добра людина, допомогає своїм друзям і захищає свою сім’ю, коли це потрібно. Завдяки його здібностям в багатьох областях люди покладають на нього великі надії. Рудеус дуже ввічливий з іншими, що часто приносить їм дискомфорт.
Одним із побічних ефектів минулого японця є те, що він не хоче нікого вбивати. Однак він проявляє агресію і кровожадність до всіх, хто загрожує 
його сім’ї. Він надзвичайно розбещений. Хоча у нього і є цей недолік, його сім’я і друзі все ще люблять його, оскільки він завжди сильно турбується про них. Навіть з дуже високою магічною силою і високим потенціалом в битві йому часто не вистачає впевненості, щоб боротись зі своїм суперником.

## Передісторія
В попередньому житті Рудеус був 34-річним отаку NEET. Під час навчання в старшій школі він став жертвою жорстоких знущань, в результаті чого покинув школу. Його сім’я намагалась переконати його повернутися в школу, але він відштовхнув їх. Однак був один однокласник, з яким в нього були хороші стосунки, який приходив кожен день робити з ним домашнє завдання. Однак він також відштовхнув його, коли той спробував змусити його повернутися в школу.
Він продовжує залишатись закритим, живучи за рахунок своєї сім’ї впродовж двадцяти років. Однак цьому токсичному способу життя прийшов кінець, коли його батьки померли, і він навіть відмовився бути присутнім на їхніх похоронах. Це стало останньою краплею для його родичів, які залишились, і вони відріклися від нього.
Бездомний і без грошей в кишені, він безцільно бродив по вулицях, роздумуючи про своє життя, поки на дорозі не наткнувся на трьох старшокласників. Побачивши, що до них на великій швидкості приближається вантажівка, він зібрав всі свої сили і відштовхнув одного з них. Але він сам попадає під цю вантажівку. Наступного разу, коли він відкрив очі, він переродився у своє нинішнє «я». Розуміючи, що йому дали другий шанс, він пообіцяв собі, що проживе це нове життя в повній мірі.

## Екіпірування
- Магічна броня 『MK I』- магічний обладунок, висотою біля 3-х метрів, який приводиться в рух магічною силою людини, яка його застосовує. Значно підвищують всі характеристики, можуть лікувати користувача і відновлювати його пошкодження. В неї вбудований пристрій для стрільби декількома кам'яними гарматами відразу, а також мано-абсорбуючий камінь. Броня на рівні Божественного рангу.
- MK — II — версія МБ 1, яка володіє мінімальними розмірами (носиться під одягом) і підвищує всі характеристики відповідно до вливання в неї мани. На рівні з токі рівня Святого і вище. Базове екіпірування.
- Вогняна роба дракона — одяг-артефакт, який зменшує вагу людини в 2 рази і підвищує її швидкість. Стійкий до магії і клинків. Базове екіпірування.
- Амулет Бога-Дракона — артефакт, який дозволяє блокувати бачення майбутнього Хітогамі і його маніпуляції долею. Базове екіпірування.
- Сувої призову — сувої, що дозволяють один раз викликати MK — I або переміститися у свій штаб тому, хто ними користується. Базове екіпірування.
- Камінь абсорбації мани — особливий камінь з луски гідри-стража, при вливанні в нього рівної кількості мани може нейтралізувати магію, що попала в нього і деякий радіус перед ним. Вбудований в руки обох версій броні.
- Гордовитий Водяний Король-Дракон — особистий посох Рудеуса, отриманий в подарунок від Еріс, посилює його здібності до контролю і формуванню магії приблизно на один ранг між Проміжним і Святим. Пізніше став називати посох «Шарлін».

## Атаки, техніки та здібності

### Аномалія
Рудеус є людиною, що реінкарнувалась, яка навіть порушила правила цикла Орстеда, а також має декілька інших рис. Наприклад на нього не діє прокляття ненависті.
- Людина з сильною долею - людина, що володіє винятковим впливом на долю, його важко вбити, або зсунути з його життєвого шляху, тому що самі події "прогинаються" під нього, буквально супроводжуючи його удачею. Також це захищає його від низькорівневих маніпуляцій долею.
- Фактор Лапласа - вроджена схожість з Демоном-Богом Лапласом що дає велику магічну силу.

### Демонічні очі
Рудеус має два демонічних ока, які отримав у подарунок від Імператриці Демонів, кожен із яких несе в собі різну здібність і дозволяє її використовувати шляхом направлення магічної сили.
- Демонічне око Передбачення - демонічне око в правій очниці, що дозволяє бачити майбутнє. Його бойове застосування - це здатність передбачати майбутнє всього, що бачить користувач ока у вигляді вторинного силуета, ніби картинки на два екрана. Діапазон дії - до трьох секунд вперед. Друге - це здатність передбачати майбутнє на багато часу вперед, але сам по собі Руді не зовсім може це робити, до того ж це викликає великий біль і потребує концентрації.
- Демонічне око Ясновидіння - демонічне око отримане як другий дар від Кішіріку, дозволяє бачити на більші відстані, нібито переміщаючи свою точку огляду. Наприклад, направивши погляд вгору, він може бачити все з висоти пташиного польоту.

Варто підмітити, що зважаючи на велику кількість заклинань (одна тільки магія Зцілення Святого ранга потребує близько ста заклинань), тут в основному будуть перелічені ефекти, замість багатьох повторів одного ефекта різної сили.

## Види магії
Магія - духовна здатність, яка дозволяє маніпулювати маною, яка виробляється всередині свого тіла, і досягати за рахунок цього надприродних ефектів.
- Безмовні чари - навичка, яка дозволяє не читати заклинання, а просто надавати мані форму, що куди швидше та ефективніше. Також дозволяє йому використовувати два заклинання з двох рук одночасно, і створювати "розмиту" магію. Не може застосовувати це для будь-якої гілки магії Зцілення.
- Створення сувоїв - навичка, яка дозволяє друкувати будь-яке заклинання на сувої, після чого миттєво звільнити його одним вливанням мани, післе чого сувій стає непотрібним.
- Опірність - завдяки загальній кількості сил, Рудеус може опиратися таким заклинанням як телепорт.
- Порушення магії - здатність знищувати магію на етапі її створення хвилею несформованої мани, знищуючи потоки сили і плетіння, а також знищувати вже створену магію, що потребує постійної підтримки.
- Маги голосу - магія, яка дозволяє використовувати свій голос, як зброю глушачи ворога.

### Магія води: ранг Імператор
Ранг Імператор - комплекс заклинань, який дозволяє маніпулювати водою у всіх її проявах.
- Контроль форми - комплекс заклинань, який дозволяє маніпулювати формою води в довільно обширних об’ємах, створення водних шарів, потоків, стріл, стін, потопів.
- Контроль погоди - комплекс заклинань, який дозволяє міняти висхідні і нисхідні потоки атмосферного тиску, вологість, створювати дощі, бурі, урагани.
  - Купово-дощові хмари - заклинання рангу Святого, яке створює над визначеною територією, грозові купові хмари, з яких іде ливень, випадковим чином б’ють блискавки і дує шквальний вітер.
  - Блискавка - заклинання рангу Короля, яке стискає весь шторм в маленьку хмарку з якої потім виривається одна сильна блискавка. Також що і попередня атака, але має властивість "концентрації". Потребує деякого часу.
  - Електрика - послаблена версія Блискавки, в якій Руді створює в своїй руці міні-хмару, яка тим не менше б’є блискавкою з великою силою. Такий прийом ігнорує звичайну токі і паралізує нервову систему супротивника.
- Контроль агрегатного стану - комплекс заклинань, який дозволяє маніпулювати агрегатним станом рідини (перетворення її в лід або пару).
  - Абсолютний нуль - заклинання рангу Імператора, яке опускає температуру на визначеній территорії до абсолютного нуля.

### Магія Землі: ранг Святий
Ранг Святий - комплекс заклинань, який дозволяє маніпулювати землею у всіх її проявах. Це також включає її фракції: пісок, магма, камені, мінерали.
- Контроль форми - комплекс заклинань, який дозволяє маніпулювати формою землі і каменя. Наприклад, створювати різні снаряди або виконувати навіть такі тонкі роботи, як створення статуеток, або навпаки міняти сам ландшафт.
  - Кам’яна пуля - одна з улюблених здатностей Рудеуса. Кам’яний снаряд, в якому він може контролювати - обертання при створенні, форму, швидкість випуску снаряду, твердість породи. Наприклад, він може створити такий в руці і розігнавши його до високої швидкості обертів використовувати як бур.
  - Кам’яна гармата - більш сильна і руйнівна техніка, ніж попередня.
  - Кам’яний спис - створює спис, який виривається із землі. Може використовуватись як для неочікуваної атаки, так і для того, щоб втекти кинувши себе в небо.
- Контроль похідних - комплекс заклинань дозволяє похідні фракції землі: пісок, бруд, мінерали.
  - Болото - фірмова техніка. Створює під ногами у супротивника липку грязюку. Він легко може перетворити в болото цілий парк, в якому навіть дерева починають тонути.
  - Дощ з бруду - створює на визначеній територій дощ із бруду.
  - Піщана буря - створює бурю з піску, з заклинателем в центрі, володіє невеликою атакуючою силою, але може накрити ціле місто і заважати супротивнику.

### Магія вогню: ранг Святий
Ранг Святий  - комплекс заклинань, який дозволяє маніпулювати вогнем у всіх його проявах. Це також маніпуляії теплом, і ймовірно частково інфрачервоним спектром. Згадувалось, що сила магії вогню схожа з ядерним вибухом.
- Маніпуляції вогнем - комплекс заклинань, який дозволяє формувати різні атакуючі форми з вогню, леза, промені, потоки, стіни та інші.
  - Спалах вогню - заклинання рангу Святого, яке моментально заповнює великий простір вогнем використовуючи світло.
- Маніпуляції теплом - комплекс заклинань, який дозволяє маніпулювати теплом, нагріваючи об’екти, себе, повітря навколо, напряму посилюючи рух молекул.

### Магія повітря: ранг Святий
Магія повітря - комплекс заклинань, який дозволяє маніпулювати повітрям у всіх його проявах. Це вітер, тиск, погода, вакуум.
- Маніпуляції вітром - комплекс заклинань, який дозволяє надавати вітру і повітрю різні форми і силу для атаки.
  - Звуковий вибух - ударна хвиля, створена при атаці.
  - Повітряні леза - атака здатна розтрощити все навколо заклинателя.
- Маніпуляції повітрям - здатний маніпулювати самим повітрям. Наприклад, розділяючи його на кисень та гідроген.

### Магія Зцілення: ранг Святий
Магія Зцілення - комплекс заклинань, який дозволяє зцілювати фізичні рани. Не може зцілювати повні втрати кінцівок і знищення життєво важливих органів.
- Магія дезінтоксикації: ранг Святий - магія, яка дозволяє виводити з тіла отруйні речовини (алкоголь, токсини при хворобах, отрути і т.д.)
- Магія бар’єрів: ранг Проміжний - магія, яка дозволяє створювати бар’єри, як для захисту, так і для заточення супротивника.
  - Магічний щит - базова техніка, що дозволяє створити бар’єр перед собою, який відбиває прямі атаки.

### Суміжна магія
Магія, яка використовується на стику двох стихій.
- Ударні хвилі - Повітря+Вогонь - створення ударних хвиль, які він вміє використовувати для атаки або для того, щоб прискорити свої рухи.
- Вибухова кам’яна гармата - Земля+Вогонь - створення снаряду із землі з порожнистим ядром, яке при попаданні вибухає розлітаючись на друзки.

### Магія Призову
Основи магії Призову. Для її застосування потрібні сувої створені особливими фарбами.
- Призов - здатність призивати магічних створінь цього світу, які заклинателю по силі. Рудеус може призвати навіть найсильніших монстрів, що не обіцяє підпорядкування цих створінь заклинателю.
- Створення духів - магія призову швидше схожа на створення магічних створінь.
  - Духи світла - призов маленьких ліхтариків, що літають за призовником.

### Магія стилю Бога Меча: Проміжний ранг
Магія стилю Бога Меча - статус наслідника стиля Бога Меча. Стиль бою на мечах оснований на швидкості, рішучості і силі нападу. З причини нездатності формувати струми, Рудеус не здатен досягнути високого рангу в цій навичці.
Арм Брейкер - атака, яка ламає руку супротивнику.

### Струми Святого Дракона
Струми Святого Дракона - унікальний стиль бою, створений найслабшим Богом Драконів, за що той був відомий як найсильніший. Він концентрується на використанні мінімуму магії і комплексу бойових мистецтв. Навіть найменший жест несе смерть. В данний момент Рудеус лише вивчає його.

## Досягнення
Ось досягнення на даний момент, які Рудеус отримав завдяки своїм пригодам, діям і тренуванням:
- «Клас Мага Води» — Імператор
- «Клас Мага Вогню, Землі, Вітру, Зцілення і Детоксикації» — Святий
- «Безслівне заклинання з магією атаки»
- «Підлеглий Бога Дракона»
- «Герой»  — (коли переміг Атофе)
- «7-е місце в Семи Великих Світових Силах (Болото)»

## Інше
- Ім’я Рудеуса до реінкарнації залишається інкогніто.
- До 9-ти років Рудеус вже може говорити на декількох мовах (мова Бога Магії, мова Бога Звірів, мова Бога Битви, Людська мова), які він вивчив, коли навчав Еріс. Він хотів вивчити мови Бога Неба і Бога моря, але не зміг знайти жодних матеріалів. Йому вдалось знайти книгу про морські гонки в сьомому томі.
- Рудеус не може носити Тоуки.
- В справжній час Рудеус є одночасно засновником і єдиним членом створеної ним релігії, в якій є 3 Богині.
- Рудеус заснував фан-клуб для своєї сестри (Норн), через три дні його вигнали через те, що він разом з нею приймав ванну.
- Всі жінки Рудеуса вагітніють прямо перед тим, як він відправляється кудись в подорож.
- Він завжди схильний переоцінювати свого супротивника.
- Хоча він має ранг Імператора в Магії Води, він, в основному, використовував Магію Землі в бою.
- Йому дали титул «Герой» через те, що він зміг перемогти Королів Демонів (спершу Бадігаді, але він відмовився називати себе героєм, а пізніше, коли переміг Атофе, він прийняв титул).
- Можна відмітити, що навіть при тому, що Рудеус не може носити Тоуки, він досягнув бойових здібностей фехтувальника класа Святого з його『Magic Armor Mk II B』 і сили класа Бога за допомогою『Magic Armor Mk I』.
- Його бояться всі Королі Демонів після того, як вони дізналися, що він «Герой», який переміг Атофе.
- Міко з майбутнього, який володів здатністю керувати часом, воскресив Рудеуса в його нинішньому переродженому тілі.
- Він не відчуває страху перед Орстедом, і, як не дивно, його діти також.